# Vettore di Poynting

Circuito in corrente continua costituito da una batteria (V) e un resistore (R) che mostra la direzione del vettore di Poynting (S, blu) nello spazio circostante insieme con i campi elettrico (E, rosso) e magnetico (H, verde) da cui deriva. Nella regione intorno alla batteria il vettore di Poynting è diretto verso l'esterno indicando che la potenza fluisce dalla batteria ai campi; nella regione intorno alla resistenza il vettore è diretto verso l'interno indicando che la potenza fluisce dai campi al resistore. Qualsiasi sia il piano P tra la batteria e il resistore, il flusso di Poynting lo attraversa nella direzione del resistore.

In fisica, il vettore di Poynting, dal nome del fisico britannico John Henry Poynting, è una grandezza vettoriale che descrive il flusso di energia (energia per unità di superficie e per unità di tempo) associato alla propagazione del campo elettromagnetico. Più precisamente è definito come la quantità di irradianza trasportata dalla radiazione elettromagnetica misurata in W/m2.
Si tratta di un'importante relazione tra il campo elettrico ed il campo magnetico il cui flusso in corrispondenza di una qualsiasi superficie rappresenta l'energia elettromagnetica trasportata dalla radiazione elettromagnetica nell'unità di tempo attraverso la superficie stessa.

## Definizione
Il vettore di Poynting è definito come il prodotto vettoriale tra il campo elettrico {\displaystyle \mathbf {E} } ed il campo magnetico {\displaystyle \mathbf {H} } nella materia:
{\displaystyle \mathbf {S} =\mathbf {E} \times \mathbf {H} }
Esso è quindi perpendicolare ai vettori dei due campi, e concorde con la direzione di propagazione della radiazione.

## Teorema di Poynting
Si consideri una superficie chiusa {\displaystyle S} che racchiude un certo volume {\displaystyle V} entro il quale vi è un campo elettromagnetico, il vettore di Poynting si può ricavare direttamente dalla somma delle energie prodotte dal campo elettrico e dal campo magnetico nella forma integrale:
{\displaystyle U=\int _{V}u_{E}\,\mathrm {d} V+\int _{V}u_{B}\,\mathrm {d} V=\int _{V}\left({\frac {\mathbf {E} \cdot \mathbf {D} }{2}}+{\frac {\mathbf {H} \cdot \mathbf {B} }{2}}\right)\mathrm {d} V}
dove {\displaystyle \mathbf {D} } e {\displaystyle \mathbf {B} } sono i vettori associati ai due campi nella materia, e {\displaystyle u_{E}}, {\displaystyle u_{B}} le densità di energia potenziale elettrica e magnetica, la cui somma fornisce la densità di energia totale:
{\displaystyle u={\frac {1}{2}}\left(\mathbf {E} \cdot \mathbf {D} +\mathbf {B} \cdot \mathbf {H} \right)}
Derivando parzialmente l'espressione integrale di {\displaystyle u} rispetto al tempo si ottiene:
{\displaystyle {\frac {\partial U}{\partial t}}=\int _{V}\left(\mathbf {E} \cdot {\frac {\partial \mathbf {D} }{\partial t}}+\mathbf {H} \cdot {\frac {\partial \mathbf {B} }{\partial t}}\right)\mathrm {d} V}
ed inserendo al posto delle derivate temporali le rispettive grandezze date dalle equazioni di Maxwell, si ha:
{\displaystyle {\frac {\partial U}{\partial t}}=\int _{V}{\bigl (}\mathbf {E} \cdot (\mathbf {\nabla } \times \mathbf {H} )-\mathbf {E} \cdot \mathbf {J} -\mathbf {H} \cdot (\mathbf {\nabla } \times \mathbf {E} ){\bigr )}\,\mathrm {d} V}
dove {\displaystyle \mathbf {J} } è la densità di corrente. Sapendo che vale la relazione operazionale:
{\displaystyle \mathbf {E} \cdot (\mathbf {\nabla } \times \mathbf {H} )-\mathbf {H} \cdot (\mathbf {\nabla } \times \mathbf {E} )=-\mathbf {\nabla } \cdot (\mathbf {E} \times \mathbf {H} )}
ed usando il teorema della divergenza per l'integrale di {\displaystyle -\mathbf {\nabla } \cdot (\mathbf {E} \times \mathbf {H} )}, si giunge a:
{\displaystyle {\frac {\partial U}{\partial t}}=-\oint _{\partial V}(\mathbf {E} \times \mathbf {H} )\,\mathrm {d} S-\int _{V}\mathbf {E} \cdot \mathbf {J} \,\mathrm {d} V}
la cui forma locale è la seguente:
{\displaystyle {\frac {\partial u}{\partial t}}=-\mathbf {\nabla } \cdot \mathbf {S} -\mathbf {J} \cdot \mathbf {E} }
Il termine {\displaystyle \mathbf {E} \times \mathbf {H} } rappresenta per definizione il vettore di Poynting, mentre il secondo integrale al secondo membro rappresenta il contributo in termini di energia meccanica (lavoro fatto contro il campo elettromagnetico) per la presenza delle cariche e delle correnti contenute nel volume {\displaystyle V}. Dal punto di vista fisico la precedente espressione esprime il fatto che la variazione nel tempo dell'energia elettromagnetica contenuta nel volume {\displaystyle V} delimitato dalla superficie {\displaystyle S} è pari al flusso del vettore di Poynting attraverso la superficie, più l'energia meccanica dissipata (ad esempio per effetto Joule) nella materia contenuta all'interno. In altri termini è un'espressione generale del principio di conservazione dell'energia nel caso elettromagnetico.

## Analisi in frequenza
Nel caso di un campo elettromagnetico con dipendenza periodica sinusoidale dal tempo, il flusso del vettore di Poynting medio per unità di tempo può essere ricavato trasformando i campi secondo Fourier in numeri complessi. Il vettore assume in tal caso la forma:
{\displaystyle {\begin{aligned}\mathbf {S} &=\mathbf {E} \times \mathbf {H} \\&=\mathrm {Re} \left(\mathbf {\widetilde {E}} \right)\times \mathrm {Re} \left(\mathbf {\widetilde {H}} \right)\\&=\mathrm {Re} \left(\mathbf {E_{c}} e^{j\omega t}\right)\times \mathrm {Re} \left(\mathbf {H_{c}} e^{j\omega t}\right)\\&={\frac {1}{2}}\left(\mathbf {E_{c}} e^{j\omega t}+\mathbf {E_{c}} ^{*}e^{-j\omega t}\right)\times {\frac {1}{2}}\left(\mathbf {H_{c}} e^{j\omega t}+\mathbf {H_{c}} ^{*}e^{-j\omega t}\right)\\&={\frac {1}{4}}\left(\mathbf {E_{c}} \times \mathbf {H_{c}} ^{*}+\mathbf {E_{c}} ^{*}\times \mathbf {H_{c}} +\mathbf {E_{c}} \times \mathbf {H_{c}} e^{2j\omega t}+\mathbf {E_{c}} ^{*}\times \mathbf {H_{c}} ^{*}e^{-2j\omega t}\right)\\&={\frac {1}{4}}\left(\mathbf {E_{c}} \times \mathbf {H_{c}} ^{*}+\left(\mathbf {E_{c}} \times \mathbf {H_{c}} ^{*}\right)^{*}+\mathbf {E_{c}} \times \mathbf {H_{c}} e^{2j\omega t}+\left(\mathbf {E_{c}} \times \mathbf {H_{c}} e^{2j\omega t}\right)^{*}\right)\\&={\frac {1}{2}}\mathrm {Re} \left(\mathbf {E_{c}} \times \mathbf {H_{c}} ^{*}\right)+{\frac {1}{2}}\mathrm {Re} \left(\mathbf {E_{c}} \times \mathbf {H_{c}} e^{2j\omega t}\right)\end{aligned}}}
e la media temporale è data da:
{\displaystyle \langle \mathbf {S} \rangle ={\frac {1}{T}}\int _{0}^{T}\mathbf {S} (t)\,\mathrm {d} t={\frac {1}{T}}\int _{0}^{T}{\frac {1}{2}}\mathrm {Re} \left(\mathbf {E_{c}} \times \mathbf {H_{c}} ^{*}\right)+{\frac {1}{2}}\mathrm {Re} \left(\mathbf {E_{c}} \times \mathbf {H_{c}} e^{2j\omega t}\right)\mathrm {d} t}
Dal momento che l'ultimo termine alla destra è una sinusoide:
{\displaystyle \mathrm {Re} \left(e^{2j\omega t}\right)=\cos 2\omega t}
la sua media è nulla, e pertanto si ha:
{\displaystyle \langle \mathbf {S} \rangle ={\frac {1}{2}}\mathrm {Re} \left(\mathbf {E_{c}} \times \mathbf {H_{c}} ^{*}\right)={\frac {1}{2}}\mathrm {Re} \left(\left[\mathbf {E_{c}} e^{i\omega t}\right]\times \left[\mathbf {H_{c}} ^{*}e^{-i\omega t}\right]\right)={\frac {1}{2}}\mathrm {Re} \left(\mathbf {\widetilde {E}} \times \mathbf {\widetilde {H}} ^{*}\right)}.

## Intensità di un'onda elettromagnetica
Nel caso di un'onda piana, sapendo che i campi elettrico e magnetico sono ortogonali tra loro {\displaystyle \mathbf {E} =\mathbf {B} \times \mathbf {v} } e ortogonali alla direzione di propagazione dell'onda, ponendo che non vi siano effetti dissipativi, si ha che:
{\displaystyle \mathbf {S} ={\frac {\mathbf {E} \times \mathbf {B} }{\mu }}={\frac {1}{\mu }}(\mathbf {B} \times \mathbf {v} )\times \mathbf {B} ={\frac {B^{2}}{\mu }}\mathbf {v} }
dove {\displaystyle \mathbf {v} } è la velocità di propagazione dell'onda. Oppure in termini di campo elettrico:
{\displaystyle \mathbf {S} =\varepsilon E^{2}\mathbf {v} ={\frac {E^{2}}{Z}}\mathbf {\hat {n}} }
dove {\displaystyle {\hat {n}}} è il versore che identifica la direzione di propagazione dell'onda e {\displaystyle Z={\sqrt {\frac {\mu }{\varepsilon }}}} è l'impedenza caratteristica del materiale entro cui si propaga l'onda.
Il modulo del vettore di Poynting è l'intensità dell'onda, cioè l'energia che attraversa la superficie ortogonale alla velocità di propagazione nell'unità di tempo:
{\displaystyle S={\frac {E^{2}}{Z}}=E^{2}{\sqrt {\frac {\varepsilon }{\mu }}}=H^{2}{\sqrt {\frac {\mu }{\varepsilon }}}}
Se l'onda piana è approssimabile con un'onda monocromatica, essa è caratterizzata da un andamento sinusoidale del tipo
{\displaystyle \mathbf {E} =\mathbf {E} _{0}\cos(\mathbf {k} \cdot \mathbf {r} -\omega t)}
e lo stesso vale per il campo magnetico. Segue che l'intensità dell'onda è anch'essa una funzione sinusoidale negli stessi argomenti, e deve essere mediata su un periodo:
{\displaystyle {\bar {S}}={\frac {E_{0}^{2}}{2Z}}={\frac {E_{\text{eff}}^{2}}{Z}}}
dove {\displaystyle E_{\text{eff}}={\frac {E_{0}}{\sqrt {2}}}} è il valore medio dell'intensità d'onda calcolato su un periodo.
Nel caso di un'onda sferica il fronte d'onda è una superficie sferica e la velocità è radiale. Per cui l'intensità d'onda dipende da {\displaystyle r}:
{\displaystyle {\bar {S}}={\frac {E_{0}^{2}}{2Zr^{2}}}={\frac {E_{\text{eff}}^{2}}{Zr^{2}}}}
dunque essa diminuisce come l'inverso del quadrato della distanza.